# Cyrtolobus gloveri
Cyrtolobus gloveri är en insektsart som beskrevs av Goding. Cyrtolobus gloveri ingår i släktet Cyrtolobus och familjen hornstritar. Inga underarter finns listade i Catalogue of Life.